# Open des États-Unis (badminton)

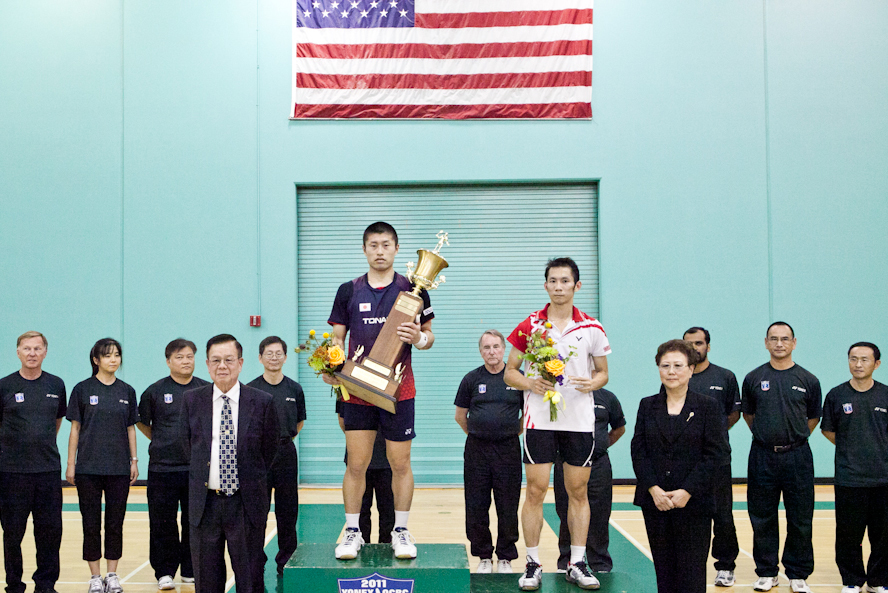
L'Open des États-Unis en 2011

L'Open des États-Unis, ou (en) U.S. Open Badminton Championships, est un tournoi international annuel de badminton organisé aux États-Unis par la Fédération américaine de badminton (USA Badminton) depuis 1954. Jusqu'en 1969, il a été confondu avec le Championnat national des États-Unis avant que les deux compétitions ne soient dissociées. Il n'a pas été organisé en 1974 et 1975, puis de 1977 à 1982 et en 1989.  
Depuis 2007, il fait partie des tournois internationaux classés Grand Prix par la BWF et il a été reclassé Grand Prix Gold en 2011. En 2018, il intègre le nouveau circuit BWF World Tour en catégorie Super 300.

## Résultats
| Année                    | Lieu                                                                  | Simple hommes                                                         | Simple dames                                                          | Double hommes                                                         | Double dames                                                          | Double mixte                                                          |
| ------------------------ | --------------------------------------------------------------------- | --------------------------------------------------------------------- | --------------------------------------------------------------------- | --------------------------------------------------------------------- | --------------------------------------------------------------------- | --------------------------------------------------------------------- |
| 1989                     | Pas de tournoi                                                        | Pas de tournoi                                                        | Pas de tournoi                                                        | Pas de tournoi                                                        | Pas de tournoi                                                        | Pas de tournoi                                                        |
| 1999                     |                                                                       | Colin Haughton                                                        | Hongyan Pi                                                            | Michael Lamp Jonas Rasmussen                                          | Huang Nanyan Lu Ying                                                  | Jonas Rasmussen Jane F. Bramsen                                       |
| 2000                     |                                                                       | Ardy Wiranata                                                         | Choi Ma-re                                                            | Graham Hurrell James Anderson (en)                                    | Gail Emms Joanne Wright                                               | Jonas Rasmussen Jane F. Bramsen                                       |
| 2001                     |                                                                       | Lee Hyun-il                                                           | Ra Kyung-min                                                          | Kang Kyung-jin Park Young-duk                                         | Kim Kyeung-ran Ra Kyung-min                                           | Mathias Boe Majken Vange                                              |
| 2002                     |                                                                       | Peter Gade                                                            | Julia Mann                                                            | Tony Gunawan Khan Malaythong                                          | Natalie Munt Joanne Wright                                            | Tony Gunawan Etty Tantri                                              |
| 2003                     |                                                                       | Chien Yu-hsiu                                                         | Kelly Morgan                                                          | Tony Gunawan Khan Malaythong                                          | Yoshiko Iwata Miyuki Tai                                              | Tony Gunawan Etty Gunawan                                             |
| 2004                     |                                                                       | Kendrick Lee Yen Hui                                                  | Xing Aiying                                                           | Howard Bach Tony Gunawan                                              | Cheng Wen-hsing Chien Yu-chin                                         | Lin Wei-hsiang Cheng Wen-hsing                                        |
| 2005                     |                                                                       | Hsieh Yu-hsing                                                        | Lili Zhou                                                             | Howard Bach Tony Gunawan                                              | Peng Yun Johanna Lee                                                  | Khan Malaythong Mesinee Mangkalakiri                                  |
| 2006                     |                                                                       | Yousuke Nakanishi                                                     | Ella Karachkova                                                       | Tony Gunawan Halim Haryanto                                           | Valeria Sorokina Nina Vislova                                         | Sergey Ivlev Nina Vislova                                             |
| BWF Grand Prix           |                                                                       |                                                                       |                                                                       |                                                                       |                                                                       |                                                                       |
| 2007                     | Orange (CA)                                                           | Lee Tsuen Seng                                                        | Jun Jae-youn                                                          | Tadashi Ohtsuka Keita Masuda                                          | Miyuki Maeda Satoko Suetsuna                                          | Keita Masuda Miyuki Maeda                                             |
| 2008                     | Orange (CA)                                                           | Andrew Dabeka                                                         | Lili Zhou                                                             | Howard Bach Khan Malaythong                                           | Chang Li-ying Hung Shih-Chieh                                         | Halim Haryanto Peng Yun                                               |
| 2009                     | Orange (CA)                                                           | Taufik Hidayat                                                        | Anna Rice                                                             | Howard Bach Tony Gunawan                                              | Huang Ruilin Jiang Xuelian                                            | Howard Bach Eva Lee                                                   |
| 2010                     | Orange (CA)                                                           | Rajiv Ouseph                                                          | Zhu Lin                                                               | Fang Chieh-min Lee Sheng-mu                                           | Cheng Wen-hsing Chien Yu-chin                                         | Michael Fuchs Birgit Overzier                                         |
| BWF Grand Prix Gold      |                                                                       |                                                                       |                                                                       |                                                                       |                                                                       |                                                                       |
| 2011                     | Orange (CA)                                                           | Sho Sasaki                                                            | Tai Tzu-ying                                                          | Ko Sung-hyun Lee Yong-dae                                             | Ha Jung-eun Kim Min-jung                                              | Lee Yong-dae Ha Jung-eun                                              |
| 2012                     | Orange (CA)                                                           | Vladimir Ivanov                                                       | Pai Hsiao-ma                                                          | Hiroyuki Endo Kenichi Hayakawa                                        | Misaki Matsutomo Ayaka Takahashi                                      | Tony Gunawan Vita Marissa                                             |
| 2013                     | Orange (CA)                                                           | Nguyễn Tiến Minh                                                      | Sapsiree Taerattanachai                                               | Takeshi Kamura Keigo Sonoda                                           | Yixin Bao Qianxin Zhong                                               | Chun Hei Lee Hoi Wah Chau                                             |
| 2014                     | Brentwood (NY)                                                        | Nguyễn Tiến Minh                                                      | Zhang Beiwen                                                          | Maneepong Jongjit Nipitphon Punagpuapech                              | Shendy Puspa Irawati Vita Marissa                                     | Muhammad Rijal Vita Marissa                                           |
| 2015                     | Brentwood (NY)                                                        | Lee Chong Wei                                                         | Nozomi Okuhara                                                        | Li Junhui Liu Yuchen                                                  | Yu Yang Zhong Qianxin                                                 | Huang Kaixiang Huang Dongping                                         |
| 2016                     | El Monte (CA)                                                         | Lee Hyun-il                                                           | Ayumi Mine                                                            | Mathias Boe Carsten Mogensen                                          | ShihoShiho Tanaka Koharu Yonemoto                                     | Yugo Kobayashi Wakana Nagahara                                        |
| 2017                     | Anaheim (CA)                                                          | H. S. Prannoy                                                         | Aya Ohori                                                             | Takuto Inoue Yuki Kaneko                                              | Lee So-hee Shin Seung-chan                                            | Seo Seung-jae Kim Ha-na                                               |
| BWF World Tour Super 300 |                                                                       |                                                                       |                                                                       |                                                                       |                                                                       |                                                                       |
| 2018                     | Fullerton (CA)                                                        | Lee Dong-keun                                                         | Li Xuerui                                                             | Ou Xuanyi Ren Xiangyu                                                 | Tang Jinhua Yu Xiaohan                                                | Chan Peng Soon Goh Liu Ying                                           |
| 2019                     | Fullerton (CA)                                                        | Lin Chun-yi                                                           | Wang Zhiyi                                                            | Ko Sung-hyun Shin Baek-cheol                                          | Nami Matsuyama Chiharu Shida                                          | Lee Jhe-huei Hsu Ya-ching                                             |
| 2020 2021 2022           | Éditions annulées en raison de la pandémie de Covid-19 aux États-Unis | Éditions annulées en raison de la pandémie de Covid-19 aux États-Unis | Éditions annulées en raison de la pandémie de Covid-19 aux États-Unis | Éditions annulées en raison de la pandémie de Covid-19 aux États-Unis | Éditions annulées en raison de la pandémie de Covid-19 aux États-Unis | Éditions annulées en raison de la pandémie de Covid-19 aux États-Unis |
| 2023                     | Council Bluffs (IA)                                                   | Li Shifeng                                                            | Supanida Katethong (en)                                               | Goh Sze Fei (en) Nur Izzuddin (en)                                    | Liu Shengshu Tan Ning                                                 | Ye Hong-wei (en) Lee Chia-hsin (en)                                   |
| 2024                     | Fort Worth (TX)                                                       | Yushi Tanaka (en)                                                     | Natsuki Nidaira (en)                                                  | Peeratchai Sukphun (en) Pakkapon Teeraratsakul (en)                   | Rin Iwanaga (en) Kie Nakanishi (en)                                   | Pakkapon Teeraratsakul (en) Phataimas Muenwong (en)                   |
| 2025                     | Council Bluffs (IA)                                                   | Ayush Shetty (en)                                                     | Beiwen Zhang (en)                                                     | Lai Po-yu (ja) Tsai Fu-cheng (ja)                                     | Benyapa Aimsaard (en) Nuntakarn Aimsaard (en)                         | Rasmus Espersen (d) Amalie Cecilie Kudsk (d)                          |